# Дилерманду-ди-Агиар
Дилерманду-ди-Агиар (порт. Dilermando de Aguiar) — муниципалитет в Бразилии, входит в штат Риу-Гранди-ду-Сул. Составная часть мезорегиона Западно-центральная часть штата Риу-Гранди-ду-Сул. Входит в экономико-статистический микрорегион Санта-Мария. Население составляет 3126 человек на 2006 год. Занимает площадь 602,571 км². Плотность населения — 5,6 чел./км².
Праздник города — 22 октября.

## История
Город основан 28 декабря 1995 года.

## Статистика
- Валовой внутренний продукт на 2003 составляет 31.309.171,00 реалов (данные: Бразильский институт географии и статистики).
- Валовой внутренний продукт на душу населения на 2003 составляет 9.533,85 реалов (данные: Бразильский институт географии и статистики).
- Индекс развития человеческого потенциала на 2000 составляет 0,776 (данные: Программа развития ООН).